# هرکس ۳۰۷۸
سیارک ۳۰۷۸ (به انگلیسی: 3078 Horrocks، نامگذاری:1984FG) سه هزار و هفتاد و هشتمین سیارک کشف شده‌است که در ۳۱ مارس ۱۹۸۴ کشف شد.
قدر مطلق سیارک برابر ۱۱٫۶۰ است.